# Michel Becquet
Michel Bequet (Limoges, 4 februari 1954) is een Franse trombonist en leraar aan het conservatorium van Lyon.

## Leven en werk
Van jongs af aan kreeg hij les van zijn vader, een professionele hoornist, totdat hij op 10-jarige leeftijd trombone ging spelen. Na een aantal jaren ging hij naar het Conservatoire de Limoges, waarna hij op 15-jarige leeftijd toe werd gelaten tot het Conservatoire de Paris.
Hij won vele muzikale concoursen voor trombone: Genève, München, Praag en Toulon. Toen hij achttien was werd hij de eerste trombonist van het Orchestre de la Suisse Romande met als dirigent Wolfgang Sawallisch. Daarna maakt hij deel uit van de Opéra National de Paris. In 1989 verliet hij Parijs om in Keulen als docent en componist te werken aan de Hochschule für Musik.
In 1990 werd hij door Gilbert Amy uitgenodigd om leiding te geven aan de Afdeling Koperblazers van de Conservatoire National Supérieur de Musique. Daar dirigeerde hij het 18-koppige ensemble Cuivres Français.
Vanaf 1990 is hij hoogleraar Trombone en Hoofd Afdeling Koperblazers aan het Conservatoire national supérieur de musique et de danse de Lyon .
- Bibliothèque nationale de France: cb139335972 (data)
- Gemeinsame Normdatei: 134660129
- International Standard Name Identifier: 0000 0001 0939 3312
- Library of Congress Control Number: n85186905
- MusicBrainz: b431d933-6c20-4e6a-8f33-20000d667090
- Nationale Bibliotheek van Tsjechië: xx0168283
- Nationale Bibliotheek van Israël: 987007459800205171
- Système universitaire de documentation: 084272031
- Virtual International Authority File: 119057477
- WorldCat: E39PBJmTq7pDWdMBbdcGGBrcyd